# Herta Staub
Herta Felicia Staub (auch Hertha Felicia Staub; * 21. Dezember 1908 in Wien, Österreich-Ungarn; † 18. August 1996 ebenda) war eine österreichische Schriftstellerin und Journalistin. Besonders bekannt wurde ihre Lyrik, die sich mit Krieg, Faschismus und Widerstand beschäftigt. Außerdem war sie die einzige Frau, die 1932–1938 als Kulturredakteurin der Wiener Zeitung arbeitete.

## Leben

### Kindheit und Jugend
Staub wuchs gemeinsam mit ihrem jüngeren Bruder Alexander in einer wohlhabenden Familie in der Wiener Schönborngasse auf. Ihr Vater, Eugen Staub, war der Inhaber einer Firma, die Geräte für Physiksäle in Schulen herstellte. Ihre Mutter war Olga Elisa Stützer-Rint, eine Verwandte des Bildschnitzers Johann Rint.
Nachdem Staub das Realgymnasium in der Lange Gasse und die Bürgerschule in der Zeltgasse besucht hatte, wurde sie von 1920 bis 1922 nach Holland geschickt. Wie viele andere Kinder sollte sie sich dort vom Ersten Weltkrieg erholen. Während ihres Auslandsaufenthalts starb ihr Vater 1922 an den Folgen einer Kriegsverletzung und ihr Bruder wurde aufgrund einer Lungenerkrankung aus dem Krieg zum Pflegefall. Als Staub aus Holland zurückkehrte, musste sie gegen ihren Willen eine Bundeslehranstalt für wirtschaftliche Frauenberufe besuchen, die sie 1927 mit Auszeichnung abschloss.
Nach ihrem Schulabschluss übte Staub verschiedene Berufe aus, um Geld zu verdienen. So arbeitete sie beispielsweise als Köchin und hatte mehrere Bürojobs. Nebenbei studierte sie außerdem Kunstgeschichte, Germanistik, Philosophie und Sprachen in Wien.

### Beginn der Karriere als Schriftstellerin und Journalistin
Über ihre Verwandtschaft hatte Staub Kontakte zu ungarischen Zeitungen. Nachdem sie einen ungarischen Presseausweis erhalten hatte, schrieb sie für diese Zeitungen Wiener Kulturberichte. 1926/27 veröffentlichte sie erste Gedichte und Reportagen in den Literarischen Monatsheften, einer Zeitschrift avantgardistischer Nachwuchskünstler, und im Wiener Tag.
Durch ihre Arbeit an der Technisch-Gewerblichen Bundeslehranstalt lernte Staub Hofrat Dr. Holzer, den Chefredakteur der Wiener Zeitung, kennen. Er reichte ihre Gedichte an den Kulturredakteur der Zeitung, Edwin Rollett, weiter. Über diesen Kontakt verfasste Staub ab 1930 als freie Mitarbeiterin mehrere (kulturelle) Beiträge für die Zeitung. Als die Wiener Zeitung 1932 expandierte, bekam Staub in der Kulturredaktion eine fixe Stelle und wurde somit das einzige weibliche Redaktionsmitglied. Neben kulturellen Artikeln bekam Staub zunehmend mehr Aufträge für politische Beiträge, da sie als einzige schnell stenographieren (in Kurzschrift schreiben) konnte. Trotz der angespannten politischen Lage, die sich durch die zunehmende Polarisierung zwischen dem sozialdemokratischen und dem christlichsozialen Lager ergab, wurde sie von der Redaktion oftmals zu politischen Veranstaltungen geschickt, beispielsweise um Interviews durchzuführen.
1933 erschien Staubs erster Lyrikband Schaukelpferd. Bald darauf trennte sie sich von ihrem damaligen Verlobten Franz, unter anderem da er nicht wollte, dass sie weiter schrieb. Obwohl es auch in der Redaktion der Wiener Zeitung nicht leicht war, sich als Frau durchzusetzen, konnte Staub durch die Arbeit dort allerdings weitere Erfahrungen auf dem Gebiet der Literatur sammeln. Staub traf sich beispielsweise mit Edwin Rollett, der ihr Karl Kraus näher brachte und mit ihr politische und künstlerische Diskussionen führte.
Durch eine Zeitungsannonce für eine Lyrikanthologie kam Staub in Kontakt mit dem Augartenverlag, mit dem sie die Idee verwirklichte, einen Kinderroman zu schreiben. Nachdem sie aber den Text eingereicht hatte, führte der Verlag Veränderungen daran durch, mit denen Staub nicht einverstanden war. Sie konnte die Rücknahme der Änderungen nicht durchsetzen und Flori und die Weltflieger wurde 1934 in der vom Verlag vorgegebenen Version publiziert. Im Zuge der Arbeit mit dem Augartenverlag lernte Staub Ernst Schönwiese kennen, der sie dazu motivierte, das erste Kapitel ihres Romans Blaue Donau ade zu schreiben. Da allerdings viel Arbeit für die Wiener Zeitung anfiel und Staub sich zusätzlich um Mutter und Bruder kümmern musste, blieb ihr zumeist wenig Zeit, sich weiter mit ihrem Roman zu befassen. Es dauerte bis 1937, bis er veröffentlicht werden konnte.

### Kriegsjahre
Mit dem Anschluss 1938 wurde die Wiener Zeitung aufgelöst und einige Kollegen Staubs wurden in Konzentrationslager deportiert, so auch Edwin Rollett. Herta Staub wurde mit einem Schreibverbot belegt. Ein Umstand, der bei ihr, gemeinsam mit den Sorgen um ihre Mutter und ihren Bruder, Depressionen verursachte und sie bis zu einem Suizidversuch trieb. Staub überlebte allerdings und begann ab 1939 als Übersetzerin zu arbeiten, um sich und ihre Familie zu ernähren. Dabei kam ihr zugute, dass sie Englisch, Französisch, Holländisch, Ungarisch und Afrikaans sprach. Im Zuge ihrer Übersetzungstätigkeit lernte sie Béla Bartók und Anton Webern persönlich kennen. Während dieser Zeit war Staub mit einem jungen Literaten verlobt, der seinen Kriegsdienst an der Ostfront leistete. Nach einem ihrer Besuche bei ihm wurde sie schwanger, ließ jedoch abtreiben.
1943 wurde Staub zum Arbeitsdienst verpflichtet. Sie konnte durchsetzen, dass sie in den Bergungstrupp des Denkmalamtes aufgenommen wurde, anstatt wie viele andere in einer Munitionsfabrik arbeiten zu müssen. Dort sanierte sie durch Luftangriffe zerstörte Gebäude, wie etwa das Dach der Piaristenkirche. Außerdem war sie an der Bergung zahlreicher Kunstwerke aus Kirchen, Klöstern, Palais und Kunstsammlungen beteiligt. Im Schloss Belvedere wurde Staub eingesetzt, um Wandverkleidungen zu demontieren und für die Wiederanbringung richtig zu nummerieren.
Als Staubs Mutter 1945 bei einem Bombenangriff verschüttet wurde, wurde sie gemeinsam mit anderen Opfern in das Krankenhaus Lainz gebracht. Nach langer Suche fand Staub ihre Mutter unter all den Kranken, allerdings waren die Mutter und alle anderen Schwerverletzten bald darauf aus dem Krankenhaus verschwunden. Später konnte Staub herausfinden, dass an den Opfern ein Massenmord verübt wurde. Gemeinsam mit ihrem Bruder begrub sie den Leichnam der Mutter in ihrer Familiengruft.

### Nachkriegszeit
Als nach dem Zweiten Weltkrieg eine neue Verwaltung und ein neues Amt für Kultur und Volksbildung in Wien aufgebaut wurde, engagierte der neue Stadtrat Viktor Matejka – den Staub über die Volkshochschule schon vor dem Krieg kennengelernt hatte – sie als Kunst- und Pressereferentin. Eine zentrale Aufgabe des Kulturamtes war es, öffentliche Veranstaltungen auf nazistische Einflüsse zu prüfen. Staub wurde daher regelmäßig zur russischen Zentrale ins Hotel Imperial geschickt, um Bericht zu erstatten. Erst dann konnte die Zentrale Veranstaltungen genehmigen.
Als das Kulturleben in Wien langsam begann, sich wieder zu entwickeln, war Staub außerdem stark in die Organisation und Koordination diverser kultureller Veranstaltungen eingebunden. So kümmerte sie sich beispielsweise um Lesungen und Kulturpräsentationen. Sie verstärkte außerdem die Kontakte ins Ausland, sodass etwa der Architekt Le Corbusier im Zuge eines Besuchs in Wien einen Vortrag hielt, bei dem Staub die Rolle der Dolmetscherin übernahm. Ein weiteres großes Anliegen war für Herta Staub die Wiederherstellung des Stephansdoms, der durch den Krieg stark beschädigt wurde. Sie überzeugte den Bürgermeister Theodor Körner bei einer gemeinsamen Besichtigung des Doms mit Viktor Matejka von der Dringlichkeit der Instandsetzung. Während dieser Zeit schrieb Staub kaum neue Gedichte. Sie war intensiv im Kulturamt eingesetzt und verfasste dort unter anderem auch Reden für Matejka.

### Arbeit als freie Schriftstellerin und Journalistin
Als Viktor Matejka 1949 sein Amt als Stadtrat niederlegte, wurden auch die Posten seiner Mitarbeiter neu vergeben. Herta Staub konnte von da an ihrer Tätigkeit als freie Schriftstellerin intensiver nachgehen. Sie schrieb für verschiedene Zeitungen und war zusätzlich ständige Mitarbeiterin beim Neuen Österreich. Nachdem Staub ein Jahr asketisch nach dem Mönchsbrevier (einem Stundenbuch für das Stundengebet in der römisch-katholischen Kirche) gelebt hatte und drei Wochen im Kloster Seckau zu Gast war, wurde sie zu ihrem Drama Söhne der Freiheit inspiriert. Das Stück befasst sich mit dem heiligen Benedikt und brachte ihr 1954 den Dramenpreis von Oberösterreich ein.
Ab 1950 setzte Staub sich intensiv für die Volksbildung ein. Sie organisierte Lesungen sowie Kulturfahrten mit Jugendlichen und konnte im 2. Wiener Gemeindebezirk ein Volksbildungswerk aufbauen. 1953 nahm sie an einem Preisausschreiben der Stadt Linz Teil, bei dem ein Prolog für die Eröffnung des Landestheaters einzureichen war. Mit ihrem lyrischen Prolog Drei Wände im Licht gewann sie auf derselben Platzierung mit Hans Weigel den ersten Preis. Daraufhin zog das oberösterreichische Volksbildungswerk Staub für diverse Tätigkeiten heran. Sie arbeitete außerdem beim Rundfunk und bekam Einladungen zu Dichterlesungen und Vorträgen. Auch als Dolmetscherin wurde sie wiederholt engagiert. Da Staub so erfolgreich wieder angefangen hatte zu dichten, konnte 1958 ihr zweiter Lyrikband Der Feenrufer erscheinen.

### Gründung der und Arbeit für die Rudolf-Kassner-Gesellschaft
Schon 1945, nach dem Krieg, kam Herta Staub intensiv in Kontakt mit dem Philosophen Rudolf Kassner. Seine Frau bat beim Kulturamt um Hilfe, da die russische Besatzung das Ehepaar nicht mehr in seiner Wohnung bleiben lassen wollte. Daraufhin wurde Staub als Kunstreferentin von Matejka in die Wohnung geschickt. Nach einer Diskussion mit der russischen Besatzung konnte sie erwirken, dass der gelähmte Philosoph und seine Frau nicht vertrieben wurden. Gemeinsam mit dem Historiker Carl Jacob Burckhardt gelang es dem Kulturamt schließlich, Kassner von der Vormundschaft der Besatzung zu befreien und ihm im Herbst 1945 die Ausreise nach Zürich zu ermöglichen. Als Staub 1947 an einer Herzneurose erkrankte, wurde der Kontakt zwischen ihr und Frau Kassner noch enger. Infolge engagierte sie sich für die Wiederentdeckung von Rudolf Kassner. So stellte sie ihn und seine Werke beispielsweise beim Rundfunk vor und schrieb über ihn.
1956 unternahm Staub eine Reise nach Paris, um dort einen Vortrag über Kassner zu halten und eine Buchausstellung zu organisieren. Sie bekam dafür ein Reisestipendium vom Unterrichtsministerium. Der Kontakt zu Frau Kassner blieb weiterhin intensiv, außerdem besuchte Staub Rudolf Kassner in seinen letzten Jahren immer wieder in der Schweiz. Vor seinem Tod wünschte er sich, dass Herta Staub als seine Nachlassverwalterin eingesetzt werden würde. Als er 1959 schließlich starb, übernahm Staub diese Aufgabe. 1962 gründete sie, gemeinsam mit dem Unterrichtsministerium und der Österreichischen Nationalbibliothek, die Rudolf-Kassner-Gesellschaft und wurde zur Geschäftsführerin ernannt. Die Gesellschaft arbeitete an einer zehnbändigen Gesamtausgabe der Werke Kassners, dabei spielte Staub eine tragende Rolle. Durch ihr Engagement konnte die Ausgabe 1992, als der zehnte Band erschien, letztendlich vervollständigt werden.
Da der Arbeitsaufwand für die Rudolf-Kassner-Gesellschaft sehr groß war, fand Staub immer weniger Zeit für ihre eigenen Dichtungen. 1964 wurde sie allerdings von der Gesellschaft beurlaubt, damit sie als Assistentin an der Universität Freiburg arbeiten konnte. Sie wurde zu dem Professor Dr. Baumann berufen, der das Kassner-Archiv nach Freiburg verlegen wollte. Staub erledigte für Baumann diverse Tätigkeiten. Beispielsweise sollte sie seinen Vorlesungszyklus zu Robert Musil überarbeiten und in Buchform bringen. In der publizierten Version des Buches wurde jedoch weder Staubs Mitarbeit erwähnt noch gab es einen öffentlichen Dank. Als die Kassner-Gesellschaft nach einem Jahr schließlich fixierte, dass die Kassner-Gesamtausgabe in Österreich und nicht in Deutschland erscheinen sollte, wurde Staub nach Wien zurückbeordert.

### Weitere literarische Tätigkeiten und letzte Jahre
Im Zuge ihrer Arbeit rund um Rudolf Kassner kam Staub mit dem Dichter W. H. Auden in Kontakt. Dieser Kontakt intensivierte sich, da Auden ab 1958 in Österreich lebte und sie zu sich einlud. Die Gespräche der beiden drehten sich um den Fluss Tulln, der im zehnten Jahrhundert als Grenze gedient hatte. Inspiriert von Herta Staub verarbeitete Auden das Thema Grenze immer wieder in seinen nachfolgenden Texten. Später wirkte Staub gemeinsam mit mehreren Autoren an einer Übersetzung von Audens Lyrik ins Deutsche mit. Einige ihrer Auden-Übersetzungen erschienen 1973 in einem von Wolfgang Kraus herausgegebenen Lyrikband.
1959 lernte Staub Heimito von Doderer durch den Österreichischen PEN-Club kennen. Sie wurden Vertraute und trafen sich regelmäßig für literarische und philosophische Diskussionen. Dabei sollte Staub oftmals von Alltagsereignissen aus ihrem Leben erzählen. Doderer nutzte diese als Basis für sein literarisches Werk. So gestaltete er beispielsweise Childerichs Cousine Ulrike, eine Figur aus den Merowingern, nach Staubs Vorbild. 1983 verfasste Staub einen Essay über Heimito von Doderer, der in Michael Horowitzs Sammelband Begegnungen mit Heimito von Doderer erschien.
1968 hatte Herta Staub einen Herzinfarkt. Infolge musste sie sich schonen und ihre Aktivität für die Kassner-Gesellschaft reduzieren. Sie hatte daher wieder mehr Zeit, um sich der Literatur zu widmen. Um ihre Tätigkeiten zu würdigen, wurde ihr 1970 der Professorinnentitel verliehen. Sie zog 1971 außerdem von der Wohnung ihrer Familie in der Schönborngasse in eine Neubauwohnung im 16. Bezirk um, da ihr Bruder bereits zuvor ausgezogen und die Wohnung für Herta Staub alleine zu groß war. 1974 wurde sie letztendlich als Geschäftsführerin der Rudolf-Kassner-Gesellschaft pensioniert. Daher konnte 1978 ihr letzter Lyrikband Welt als Versuch erscheinen.
In den folgenden Jahren war Staub weiterhin literarisch tätig und engagierte sich immer noch für die Erwachsenenbildung. Sie erhielt diverse Auszeichnungen, darunter etwa 1990 das Große Silberne Ehrenzeichen der Republik Österreich. Staub unternahm zudem verschiedenste Reisen. So besichtigte sie 1986 beispielsweise den Vesuv in Italien. Ihr letztes Lebensjahr verbrachte sie bis zu ihrem Tod im August 1996 in einem Heim.

## Politisches Engagement
Mitte der 1920er-Jahre lernte Staub Wilhelm Exner kennen. Er brachte ihr nicht nur die Literatur, sondern auch die Politik näher. Sie sah sich als Linksintellektuelle und war begeistert von den Errungenschaften und sozialen Leistungen des Roten Wien. Sie hörte im Arbeiterbildungsverein und an Volkshochschulen unter anderem Vorträge von Viktor Matejka, der als linker Modernist galt. Zeitgleich interessierte sich Staub für die Paneuropa-Bewegung, wo sie das Kulturressort betreute und als Funktionärin in der Jugendsektion Führungen durch Ausstellungen und Museen machte. 1933 veröffentlichte sie einen Essay mit dem Titel Schach dem Chaos in dem von Aloys Karl Seyfried herausgegebenen Sammelband Kompass für morgen. Darin erörterte sie die Situation der Jugend und appellierte für ein gemeinsames Europa. Sie nahm außerdem an einem Kurs über Marxismus teil, den die Paneuropa-Bewegung organisiert hatte. Gemeinsam mit der Bewegung beteiligte Staub sich immer wieder an Störaktionen gegen nationalsozialistische Versammlungen.
Seit dem Österreichischen Bürgerkrieg 1934 nutzte Herta Staub ihre Position bei der Wiener Zeitung, um versteckt Kritik am Austrofaschismus zu üben. Unter dem Deckmantel von kulturellen Berichten schrieb sie subversiv gegen den österreichischen Ständestaat und konnte so die Zensur umgehen. In dieser Zeit verstärkte sich Staubs Kontakt zu Viktor Matejka. Er kam abends oftmals in die Redaktion, um an politischen Diskussionen teilzunehmen. Ein großes Anliegen war für Staub auch die Autonomie Österreichs gegenüber Deutschland. Sie versuchte diese durch ihre journalistische Tätigkeit zu unterstützen und schickte ihre Kulturberichte nach Holland, wo ein Freund sie weiter verbreitete, und schrieb zudem für Südafrika.
Nach dem Anschluss veränderte sich Herta Staubs Einstellung zur nationalsozialistischen Ideologie. Man geht davon aus, dass der Grund dafür ihre Verbindung zu Rudolf Sparing war. Sparing war mitverantwortlich für die Gleichschaltung der österreichischen Presse unter den Nationalsozialisten und führte während der NS-Zeit eine unglückliche Liebesbeziehung mit Herta Staub. In seiner Position als Beauftragter für Schriftleiterfragen im Verwaltungsamt des Reichsleiters für die Presse der NSDAP sorgte er dafür, dass Staub an NS-Publikationen mitarbeiten konnte. Sie wurde Mitglied der NSDAP und der Reichsschrifttumskammer. Gleichzeitig hatte Staub jedoch auch Verbindungen zu mehreren Personen, die in Widerstandsbewegungen gegen den Nationalsozialismus involviert waren. Sie hielt beispielsweise den Kontakt zu Ernst Wiechert und seiner Frau aufrecht, die Zeichen des Widerstandes sammelten und später an einem Putsch mitwirkten. Über diesen Kontakt konnte Staub 1945 für die Zeitschrift Die Furche schreiben. Auch durch ihre Kontakte am Burgtheater positionierte Staub sich in der Nähe einer Bewegung gegen den Nationalsozialismus.

## Werke

### Lyrik
- Schaukelpferd. Gedichte (1933)
- Drei Wände im Licht (lyrischer Prolog für die Eröffnung des Landestheaters Linz, 1953)
- Der Feenrufer (1958)
- Welt als Versuch: neue Gedichte (1978)

### Dramen
- Honoria (1943)
- Söhne der Freiheit (1954)
- Licht für Ninive (1956)

### Roman
- Blaue Donau ade (1937)

### Kinderliteratur
- Flori und die Weltflieger. Ein bunter und lustig bebilderter Roman für Buben und Mädels (1934)

### Essays und Artikel
- Schach dem Chaos in: Kompass für morgen (1933)
- Hier winden sich Kränze in ewiger Stille. Vom Leben und vom Tode Kassners in Sierre in: Wort in der Zeit (1959)
- Rudolf Kassner: ein Denker Österreichs (1964)
- Wenn Musenkraft die Schmerzen überwindet in: Begegnungen mit Heimito von Doderer (1983)
- Merlin in Österreich. Erinnerungen an W.H. Audens Kirchstettner Jahre in: Wiener Zeitung (1985)
- Ein heroisches Leben. Viktor Matejka zum Gedenken in: Literarisches Österreich (1993)

## Rezeption
Besonders in den drei Jahren vor dem Österreichischen Bürgerkrieg wurde Staubs Werk bekannt. Einige ihrer Gedichte wurden damals in Anthologien und ihre Beiträge in Sammelbänden veröffentlicht. Zwei der Werke aus ihrem ersten Lyrikband von 1933 wurden auch vertont. So vertonte etwa Franz Krieg den Chor der Schaukelpferde und Klara Gerstmann den Zwischenruf der Mädchen. 1935 erschienen Staubs Gedichte außerdem in der von Ernst Schönwiese herausgegebenen Anthologie Patmos. Sie war die einzige Frau, deren Gedichte in diesem Werk publiziert wurden. Auch später wurde Staubs frühe Lyrik noch rezipiert. Ihr Gedicht Donau 1945 wurde beispielsweise 2000 in dem Sammelband Über Österreich zu schreiben ist schwer, der von Gerald Leitner herausgegeben wurde, wieder veröffentlicht. Staubs Dramen Honoria und Söhne der Freiheit waren hingegen nicht so erfolgreich wie ihre Lyrik. Erst Der Feenrufer sorgte 1958 erneut für mehr Aufmerksamkeit der literarischen Welt. Dieser Lyrikband wurde vor allem aufgrund seiner neuen Sprachmelodie geschätzt.
Staub verarbeitete in ihren Texten immer wieder die Themen Krieg, Faschismus und Widerstand, sodass sich in ihren frühen Werken eine Nähe zur Neuen Sachlichkeit zeigt. Vor allem in ihrer Lyrik lässt sich die Atmosphäre der Zwischenkriegszeit und der beiden Weltkriege erkennen. In jenen ihrer Texte, die nach 1945 entstanden, finden sich starke Elemente der Überhöhung, Verfremdung und Ästhetisierung alltäglicher Erfahrungen. Das Gedicht Gesumm aus dem Lyrikband Welt als Versuch von 1978 beschäftigt sich beispielsweise mit dem Einsatz von Gaskammern im Nationalsozialismus.
Umstritten ist jedoch ihr Roman Blaue Donau ade, in dem Staubs politische Unsicherheit und ihre Verstrickung in den Nationalsozialismus deutlich wird. So können etwa einige Aussagen des Romans antisemitisch gelesen werden. In ihrer 1997 erschienenen Biografie wird diese Verstrickung in den Nationalsozialismus von der Biografin Lisa Fischer jedoch nicht thematisiert. Bekannt wurde der Umstand erst später, als in Staubs Nachlass Dokumente aus der NS-Zeit entdeckt wurden, die Hitler-affine Äußerungen ihrerseits enthielten. Gleichzeitig wurde Blaue Donau ade kurz nach seinem Erscheinen 1937 als „zu links“ eingestuft und unterdrückt. Einzig der Verlag selbst lobte das Werk als „letzte[s] demokratische[s] Buch Österreichs“ vor dem Anschluss. Daher waren auch nach dem Krieg nur wenige Exemplare im Umlauf und das Buch vergriffen. Während der 1980er-Jahre engagierte Staub sich für eine Neuauflage des Romans.

## Auszeichnungen
- 1954 Kulturpreis des Landes Oberösterreich für Literatur
- 1956 Förderungspreis der Stadt Wien für Literatur
- 1963 Förderungspreis für Literatur des Theodor-Körner-Stiftungsfonds zur Förderung von Wissenschaft und Kunst
- 1970 Professorentitel
- 1984 Preis des Literaturwettbewerbs des Adolf-Schärf-Fonds zur Förderung von Wissenschaft und Kunst der Zentralsparkasse Wien
- 1990 Großes Silbernes Ehrenzeichen der Republik Österreich